# 唐纳德·梅
唐纳德·约翰·梅（英語：Donald John May，1946年1月3日—），出生于俄亥俄州戴顿，美国前职业篮球运动员。
梅身高6英尺4英寸(1.93米)，最先是戴顿大学的前锋，他在NBA效力了七个赛季(1968-1975)，分别效力于纽约尼克斯队、布法罗勇士队(洛杉矶快船)、亚特兰大老鹰队、费城76人队和堪萨斯城-奥马哈国王队(萨克拉门托国王)。梅的职业生涯场均得到8.8分并且协助纽约尼克斯队取得了1970年度的NBA总冠军。